# Smakkelaarsbrug
De Smakkelaarsbrug was een brug in het centrum van de Nederlandse stad Utrecht.

## Historie
De brug was gelegen over de Leidscheveer, destijds een waterverbinding met haventje bij de aansluiting van de Stadsbuitengracht met de Vleutense Wetering en de Leidse Vaart. Nog voor de aanleg rond 1664 van laatstgenoemde waterweg was er al een brugverbinding op deze locatie buiten de Catharijnepoort in het voorstadje Buiten Catharijne. Schippers moesten er gaandeweg om vracht dobbelen (een "smakplaats") en de brug zou haar naam eraan ontlenen. De haven is in de loop der tijd verdwenen. Vanaf circa 1909 kwamen er elektrische trams over de brug te rijden van en naar het nabijgelegen stationsgebied. De brug werd in 1926 verbreed evenals de aansluitende Catharijnebrug. In het verder aanzwellende verkeer over land is een rotonde op de Smakkelaarsbrug aangelegd. Omstreeks 1970 is de Stadsbuitengracht hier gedempt en zijn de Smakkelaarsbrug en de Catharijnebrug gesloopt. Op de plek van de Smakkelaarsbrug werd begin jaren zeventig het Smakkelaarsveld aangelegd.

## Versje
Uit de zomer van 1916 is nog een versje bekend over de op dat moment aanwezige verkeersagent op de Smakkelaarsbrug:
Midden op de Smakk'laarsbrug
Vind je weer die heuvel t'rug,
Die genoemd werd in de krant:
't Middelpunt van Nederland.
Daar bevindt zich nu een smeris,
Die met anderen in de weer is
Om dat domme volk te leeren
Hoe je toch wel moet passeren.